# Diaspidiotus cotoneastri
Diaspidiotus cotoneastri är en insektsart som först beskrevs av Sadao Takagi 1975.  Diaspidiotus cotoneastri ingår i släktet Diaspidiotus och familjen pansarsköldlöss.
Artens utbredningsområde är Nepal. Inga underarter finns listade i Catalogue of Life.